# Russischer Fußballpokal 2023/24
Der Russische Fußballpokal 2023/24 war die 32. Austragung des russischen Pokalwettbewerbs der Männer. Das Finale wurde am 2. Juni 2024 im Olympiastadion Luschniki in Moskau ausgetragen. Titelverteidiger war ZSKA Moskau.

## Modus
Der Wettbewerb wurde in zwei verschiedenen Pfade unterteilt. Im regionalen Pfad spielten die Mannschaften ab der zweitklassigen Perwenstwo FNL abwärts und im RPL-Pfad die Klubs der Premjer Liga. Im Finale trafen dann die Sieger beider Pfade aufeinander.
Bis zur dritten Runde nahmen 60 Mannschaften von der drittklassigen Perwenstwo PFL und 13 Amateurvereine teil. Die Teams der zweitklassigen Perwenstwo FNL stiegen in der vierten Runde. Die 16 Vereine der Premjer Liga spielten zunächst separat in vier Gruppen zu je vier Mannschaften jeweils zweimal gegeneinander. Die jeweils Gruppenersten und -zweiten qualifizierten sich für die nächste Runde, die Gruppendritten wechselten in den regionalen Pfad.
In den ersten sechs Runden des regionalen Pfades wurden alle Begegnungen in einem Spiel ausgetragen. Bei unentschiedenem Ausgang wurde zur Ermittlung des Siegers ohne Verlängerung ein Elfmeterschießen durchgeführt. In den Gruppenspielen zählte ein Sieg drei Punkte, ein Sieg nach Elfmeterschießen zwei Punkte und eine Niederlage nach Elfmeterschießen ein Punkt.
Ab dem Viertelfinale wurden die Begegnungen des RFL Pfades in Hin- und Rückspiel ausgetragen. Die Sieger qualifizierten sich für die nächste Runde, die Verlierer bekamen gegen die Teams des regionalen Pfades eine zweite Chance. Im regionalen Pfad wurden die Begegnungen in einem Spiel ausgetragen.
Der Pokalsieger qualifizierte sich normalerweise für die Europa League. Jedoch wurden nach dem russischen Überfall auf die Ukraine im Februar 2022 die russischen Vereine von der UEFA bis auf Weiteres aus allen Wettbewerben ausgeschlossen.

## Teilnehmende Teams
| Premjer-Liga (16) I | Premjer-Liga (16) I | Perwenstwo FNL (18) II | Perwenstwo FNL (18) II |
| --- | --- | --- | --- |
| - Dynamo Moskau - Lokomotive Moskau - Spartak Moskau - ZSKA Moskau - Achmat Grosny - Baltika Kaliningrad - FK Fakel Woronesch - FK Krasnodar | - Krylja Sowetow Samara - FK Pari Nischni Nowgorod - FK Orenburg - FK Rostow - Rubin Kasan - FK Sotschi - Ural Jekaterinburg - Zenit St. Petersburg | - Akron Toljatti - Alanija Wladikawkas - Arsenal Tula - FK SKA-Chabarowsk - FK Chimki - Dynamo Machatschkala - FK Jenissei Krasnojarsk - KAMAS Nabereschnyje Tschelny - FK Kuban Krasnodar | - FK Leningradez - FK Neftechimik Nischnekamsk - Rodina Moskau - Schinnik Jaroslawl - PFK Sokol Saratow - Torpedo Moskau - FK Tjumen - Tschernomorez Noworossijsk - Wolgar Astrachan |
| 000000000000000Perwenstwo PFL (60) III + IV | | | |
| Division A (18) III | Division B (42) IV000000000000 | Division B (42) IV000000000000 | Division B (42) IV000000000000 |
| - Amkar Perm - Awangard Kursk - Dynamo Brjansk - FK Forte Taganrog - Irtysch Omsk - FK Metallurg Lipezk - FK Murom - FK Nowosibirsk - Rotor Wolgograd - FK Saljut Belgorod - FK Spartak Kostroma - Tekstilschtschik Iwanowo - Tschaika Pestschanokopskoje - FK Tscheljabinsk - Tschertanowo Moskau - FK Ufa - Weles Moskau - Wolga Uljanowsk | - FK Astrachan - FK Biolog-Nowokubansk - FK Chimik-Awgust Wurnary - Chimik Dserschinsk - Druschba Maikop - Dynamo Barnaul - Dynamo Kirow - Dynamo Stawropol - FK Dynamo St. Petersburg - Dynamo Wladiwostok - Dynamo Wologda - FK Elektron Weliki Nowgorod - FK Irkutsk - FK Kaluga | - FK Kolomna - Komposit Pawlowski Posad - Kosmos Dogoprudny - Krasnoje Snamja Noginsk - Kuban-Holding Pawlowskaja - Kwant Obninsk - Legion Machatschkala - Leon Saturn Ramenskoje - Luki-Energija Welikije Luki - Maschuk-KMW Pjatigorsk - Nosta Nowotroizk - Pereswet Domodedowo - Pobeda Chassawjurt - FK SKA Rostow | - FK Rjasan - Sachalin Juschno-Sachalinsk - Sachalinets Moskau - Snamja Truda Orechowo-Sujewo - FK Sorkij Krasnogorsk - Spartak Naltschik - FK Spartak Tambow - Strogino Moskau - Swesda St. Petersburg - Torpedo Miass - Torpedo Wladimir - FK Twer - Uralez-TS Nischni Tagil - Zenit Pensa |
| 0000000Amateure (13) | | | |
| - Atom Nowoworonesch (V) - FK Dalneretschensk (V) - Ilpar Iljinski (V) - FK Pskow-747 (V) - FK FSchM Moskau (V) | - StawropolArgoSojus Newinnomyssk (V) - FK Temp Barnaul (V) - FK Universität Uljanowsk (V) - Orgenergostroi Dimitrowgrad (V) | - Kirowez-Woschoschdenije St. Petersburg (VI) - Pioner Leningradskaja (VI) | - FK Amkal Moskau (VII) - Rodina Media Moskau (VII) - FK 2DROTS Moskau (VII) |

## Regionaler Pfad

### 1. Runde
Teilnehmer: 21 Vereine der drittklassigen Perwenstwo PFL (Division B) und 13 Amateurvereine.
| Datum      |                                             | Ergebnis        |                                   |
| ---------- | ------------------------------------------- | --------------- | --------------------------------- |
| 01.08.2023 | FK Amkal Moskau (VII)                       | 3:2             | Krasnoje Snamja Noginsk (IV)      |
| 02.08.2023 | FK Dalneretschensk (V)                      | 00:3 1          | FK Irkutsk (IV)                   |
| 02.08.2023 | Strogino Moskau (IV)                        | 2:3             | Snamja Truda Orechowo-Sujewo (IV) |
| 02.08.2023 | FK Temp Barnaul (V)                         | 0:3             | Dynamo Barnaul (IV)               |
| 02.08.2023 | Nosta Nowotroizk (IV)                       | 0:0 (3:2 i. E.) | Uralez-TS Nischni Tagil (IV)      |
| 02.08.2023 | Rodina Media Moskau (VII)                   | 0:3             | Dynamo Wologda (IV)               |
| 02.08.2023 | Pioner Leningradskaja (VI)                  | 3:3 (2:4 i. E.) | Druschba Maikop (II)              |
| 02.08.2023 | Dynamo Kirow (IV)                           | 2:0             | Komposit Pawlowski Posad (IV)     |
| 02.08.2023 | FK Twer (IV)                                | 2:1             | FK Elektron Weliki Nowgorod (IV)  |
| 02.08.2023 | Ilpar Iljinski (V)                          | 1:3             | Torpedo Miass (IV)                |
| 02.08.2023 | StawropolArgoSojus Newinnomyssk (V)         | 0:3             | Maschuk-KMW Pjatigorsk (IV)       |
| 02.08.2023 | Atom Nowoworonesch (V)                      | 1:1 (4:5 i. E.) | FK Spartak Tambow (IV)            |
| 02.08.2023 | FK Kolomna (IV)                             | 0:7             | Kwant Obninsk (IV)                |
| 02.08.2023 | FK FSchM Moskau (V)                         | 0:0 (2:3 i. E.) | Pereswet Domodedowo (IV)          |
| 02.08.2023 | Kirowez-Woschoschdenije St. Petersburg (VI) | 0:1             | FK Dynamo St. Petersburg (IV)     |
| 02.08.2023 | FK Pskow-747 (V)                            | 2:3             | Luki-Energija Welikije Luki (IV)  |
| 02.08.2023 | FK Universität Uljanowsk (V)                | 1:1 (4:2 i. E.) | Orgenergostroi Dimitrowgrad (V)   |
| 02.08.2023 | FK 2DROTS Moskau (VII)                      | 2:0             | Sachalin Juschno-Sachalinsk (IV)  |

### 2. Runde
Teilnehmer: Die 18 Sieger der ersten Runde, die 20 bestplatzierten Vereine der Perwenstwo PFL (Division B) und 18 Vereine der Perwenstwo PFL (Division A)
| Datum      |                                   | Ergebnis        |                                   |
| ---------- | --------------------------------- | --------------- | --------------------------------- |
| 22.08.2023 | FK Rjasan (IV)                    | 2:1             | Kosmos Dogoprudny (IV)            |
| 22.08.2023 | Torpedo Miass (IV)                | 0:0 (4:5 i. E.) | Amkar Perm (III)                  |
| 22.08.2023 | Sachalinets Moskau (IV)           | 0:2             | Leon Saturn Ramenskoje (IV)       |
| 22.08.2023 | FK Tscheljabinsk (III)            | 1:0             | Irtysch Omsk (III)                |
| 22.08.2023 | FK Astrachan (IV)                 | 0:1             | Rotor Wolgograd (III)             |
| 22.08.2023 | Tekstilschtschik Iwanowo (III)    | 0:0 (4:3 i. E.) | FK Amkal Moskau (VII)             |
| 23.08.2023 | Dynamo Barnaul (IV)               | 3:2             | FK Nowosibirsk (III)              |
| 23.08.2023 | Tschertanowo Moskau (III)         | 0:1             | Dynamo Kirow (IV)                 |
| 23.08.2023 | FK Chimik-Awgust Wurnary (IV)     | 1:1 (4:3 i. E.) | Zenit Pensa (IV)                  |
| 23.08.2023 | FK Irkutsk (IV)                   | 0:0 (2:4 i. E.) | Dynamo Wladiwostok (IV)           |
| 23.08.2023 | Legion Machatschkala (IV)         | 1:0             | Pobeda Chassawjurt (IV)           |
| 23.08.2023 | FK Ufa (III)                      | 0:0 (3:1 i. E.) | Nosta Nowotroizk (IV)             |
| 23.08.2023 | Dynamo Wologda (IV)               | 0:0 (7:6 i. E.) | FK Spartak Kostroma (III)         |
| 23.08.2023 | Maschuk-KMW Pjatigorsk (IV)       | 0:1             | FK Biolog-Nowokubansk (IV)        |
| 23.08.2023 | FK SKA Rostow (IV)                | 2:1             | Tschaika Pestschanokopskoje (III) |
| 23.08.2023 | FK Saljut Belgorod (III)          | 2:0             | Awangard Kursk (III)              |
| 23.08.2023 | Kwant Obninsk (IV)                | 0:2             | FK Kaluga (IV)                    |
| 23.08.2023 | Luki-Energija Welikije Luki (IV)  | 3:0             | FK Twer (IV)                      |
| 23.08.2023 | Dynamo Stawropol (IV)             | 0:0 (5:3 i. E.) | Spartak Naltschik (IV)            |
| 23.08.2023 | Druschba Maikop (IV)              | 2:0             | Kuban-Holding Pawlowskaja (IV)    |
| 23.08.2023 | FK Metallurg Lipezk (III)         | 1:1 (4:5 i. E.) | FK Forte Taganrog (III)           |
| 23.08.2023 | FK Spartak Tambow (IV)            | 1:3             | Dynamo Brjansk (III)              |
| 23.08.2023 | Torpedo Wladimir (IV)             | 1:2             | Chimik Dserschinsk (IV)           |
| 23.08.2023 | FK Universität Uljanowsk (V)      | 0:6             | Wolga Uljanowsk (III)             |
| 23.08.2023 | Pereswet Domodedowo (IV)          | 2:5             | Weles Moskau (III)                |
| 23.08.2023 | Snamja Truda Orechowo-Sujewo (IV) | 3:1             | FK Sorkij Krasnogorsk (IV)        |
| 23.08.2023 | FK Murom (III)                    | 1:3             | FK 2DROTS Moskau (VII)            |
| 23.08.2023 | FK Dynamo St. Petersburg (IV)     | 2:2 (4:1 i. E.) | Swesda St. Petersburg (IV)        |

### 3. Runde
Teilnehmer: Die 28 Sieger:
| Datum      |                                  | Ergebnis        |                                   |
| ---------- | -------------------------------- | --------------- | --------------------------------- |
| 04.09.2023 | Dynamo Kirow (IV)                | 0:2             | FK 2DROTS Moskau (VII)            |
| 13.09.2023 | Dynamo Wladiwostok (IV)          | 1:1 (4:2 i. E.) | Dynamo Barnaul (IV)               |
| 13.09.2023 | Dynamo Wologda (IV)              | 1:2             | Tekstilschtschik Iwanowo (III)    |
| 13.09.2023 | FK Biolog-Nowokubansk (IV)       | 0:0 (5:3 i. E.) | Dynamo Stawropol (IV)             |
| 13.09.2023 | Chimik Dserschinsk (IV)          | 1:1 (5:6 i. E.) | FK Rjasan (IV)                    |
| 13.09.2023 | FK Forte Taganrog (III)          | 1:1 (4:3 i. E.) | FK Saljut Belgorod (III)          |
| 13.09.2023 | Rotor Wolgograd (III)            | 3:0             | Legion Machatschkala (IV)         |
| 13.09.2023 | Druschba Maikop (IV)             | 1:1 (3:4 i. E.) | FK SKA Rostow (IV)                |
| 13.09.2023 | Wolga Uljanowsk (III)            | 0:0 (0:2 i. E.) | FK Ufa (III)                      |
| 13.09.2023 | Dynamo Brjansk (III)             | 0:0 (5:4 i. E.) | FK Kaluga (IV)                    |
| 13.09.2023 | Luki-Energija Welikije Luki (IV) | 0:0 (5:4 i. E.) | FK Dynamo St. Petersburg (IV)     |
| 13.09.2023 | Leon Saturn Ramenskoje (IV)      | 0:0 (3:1 i. E.) | FK Chimik-Awgust Wurnary (IV)     |
| 13.09.2023 | Weles Moskau (III)               | 1:1 (1:4 i. E.) | Snamja Truda Orechowo-Sujewo (IV) |
| 14.09.2023 | Amkar Perm (III)                 | 1:0             | FK Tscheljabinsk (III)            |

### 4. Runde
Teilnehmer: Die 14 Sieger der dritten Runde hatten gegen die 18 Klubs der zweitklassigen Perwenstwo FNL Heimrecht. Um ein Gleichgewicht herzustellen, wanderten KAMAS Nabereschnyje Tschelny und FK SKA-Chabarowsk in den Auslosungstopf zu den Gewinnern der 3. Runde.
| Datum      |                                   | Ergebnis        |                                  |
| ---------- | --------------------------------- | --------------- | -------------------------------- |
| 26.09.2023 | FK Ufa (III)                      | 1:1 (8:7 i. E.) | Torpedo Moskau (II)              |
| 27.09.2023 | Dynamo Wladiwostok (IV)           | 2:0             | FK Tjumen (II)                   |
| 27.09.2023 | FK SKA-Chabarowsk (II)            | 1:1 (4:2 i. E.) | PFK Sokol Saratow (II)           |
| 27.09.2023 | FK Rjasan (IV)                    | 1:6             | Akron Toljatti (II)              |
| 27.09.2023 | FK Biolog-Nowokubansk (IV)        | 1:2             | Tschernomorez Noworossijsk (II)  |
| 27.09.2023 | FK Forte Taganrog (III)           | 1:0             | Dynamo Machatschkala (II)        |
| 27.09.2023 | Amkar Perm (III)                  | 1:1 (4:2 i. E.) | FK Kuban Krasnodar (II)          |
| 27.09.2023 | FK SKA Rostow (IV)                | 0:3             | FK Neftechimik Nischnekamsk (II) |
| 27.09.2023 | Dynamo Brjansk (III)              | 1:3             | Schinnik Jaroslawl (II)          |
| 27.09.2023 | Snamja Truda Orechowo-Sujewo (IV) | 1:3             | Wolgar Astrachan (II)            |
| 27.09.2023 | Luki-Energija Welikije Luki (IV)  | 1:2             | FK Jenissei Krasnojarsk (II)     |
| 27.09.2023 | KAMAS Nabereschnyje Tschelny (II) | 1:0             | FK Leningradez (II)              |
| 27.09.2023 | Leon Saturn Ramenskoje (IV)       | 1:2             | Arsenal Tula (II)                |
| 27.09.2023 | Rotor Wolgograd (III)             | 1:0             | Alanija Wladikawkas (II)         |
| 27.09.2023 | Tekstilschtschik Iwanowo (III)    | 1:3             | Rodina Moskau (II)               |
| 28.09.2023 | FK 2DROTS Moskau (VII)            | 0:2             | FK Chimki (II)                   |

### 5. Runde
Teilnehmer: Die 16 Sieger der vierten Runde.
| Datum      |                                  | Ergebnis        |                                   |
| ---------- | -------------------------------- | --------------- | --------------------------------- |
| 17.10.2023 | FK SKA-Chabarowsk (II)           | 2:0             | Amkar Perm (III)                  |
| 18.10.2023 | Dynamo Wladiwostok (IV)          | 1:0             | Rotor Wolgograd (III)             |
| 18.10.2023 | Wolgar Astrachan (II)            | 1:0             | FK Jenissei Krasnojarsk (II)      |
| 18.10.2023 | FK Neftechimik Nischnekamsk (II) | 0:2             | FK Forte Taganrog (III)           |
| 18.10.2023 | FK Chimki (II)                   | 1:0             | FK Ufa (III)                      |
| 18.10.2023 | Tschernomorez Noworossijsk (II)  | 0:0 (4:1 i. E.) | KAMAS Nabereschnyje Tschelny (II) |
| 19.10.2023 | Akron Toljatti (II)              | 3:0             | Schinnik Jaroslawl (II)           |
| 19.10.2023 | Arsenal Tula (II)                | 1:2             | Rodina Moskau (II)                |

### 6. Runde
Teilnehmer: Die 8 Sieger der fünften Runde. Die Sieger qualifizierten sich für das Viertelfinale im regionalen Pfad.
| Datum      |                         | Ergebnis |                                 |
| ---------- | ----------------------- | -------- | ------------------------------- |
| 01.11.2023 | FK Forte Taganrog (III) | 0:2      | FK SKA-Chabarowsk (II)          |
| 01.11.2023 | Rodina Moskau (II)      | 3:0      | Tschernomorez Noworossijsk (II) |
| 01.11.2023 | FK Chimki (II)          | 4:0      | Dynamo Wladiwostok (IV)         |
| 02.11.2023 | Akron Toljatti (II)     | 0:1      | Wolgar Astrachan (II)           |

## Gruppenphase RPL Pfad
Basiert auf den Ergebnissen der Premjer-Liga 2022/23 und der Perwenstwo FNL 2022/23 wurden am 24. Juni 2023 die Zusammensetzung der Töpfe 1 bis 4 veröffentlicht. In derselben Gruppe durften nicht mehr als zwei Mannschaften aus Moskau und dem Oblast Moskau sein, auch der FK Krasnodar, FK Rostow und FK Fakel Woronesch konnten aus Logistikgründen in diesen Städten nicht in dieselbe Gruppe kommen.
| Topf 1                                                            | Topf 2                                                           | Topf 3                                                                    | Topf 4                                                                              |
| ----------------------------------------------------------------- | ---------------------------------------------------------------- | ------------------------------------------------------------------------- | ----------------------------------------------------------------------------------- |
| - Zenit St. Petersburg - ZSKA Moskau - Spartak Moskau - FK Rostow | - Achmat Grosny - FK Krasnodar - FK Orenburg - Lokomotive Moskau | - Dynamo Moskau - FK Sotschi - Ural Jekaterinburg - Krylja Sowetow Samara | - FK Pari Nischni Nowgorod - FK Fakel Woronesch - Rubin Kasan - Baltika Kaliningrad |

Punktesystem: Sieg = 3 Punkte – Sieg nach 11m-Schießen = 2 Punkte – Niederlage nach 11m-Schießen = 1 Punkt. – Bei Punktgleichheit von zwei Mannschaften zählt der direkte Vergleich, von drei Mannschaften das Torverhältnis. Die Gruppensieger und -zweiten qualifizierten sich für das Viertelfinale des RPL, die Gruppendritten für das Viertelfinale des regionalen Pfads.
Platzierungskriterien: 1. Punkte – 2. Direkter Vergleich (Punkte, Tordifferenz, geschossene Tore) – 3. Tordifferenz – 4. geschossene Tore

### Gruppe A
| Pl. | Verein             | Sp. | S | U+ | U− | N | Tore  | Diff. | Punkte |
| --- | ------------------ | --- | - | -- | -- | - | ----- | ----- | ------ |
| 1.  | ZSKA Moskau        | 6   | 2 | 2  | 1  | 1 | 11:50 | +6    | 11     |
| 2.  | FK Orenburg        | 6   | 3 | 1  | 0  | 2 | 06:10 | −4    | 11     |
| 3.  | FK Sotschi         | 6   | 2 | 0  | 2  | 2 | 7:6   | +1    | 08     |
| 4.  | FK Fakel Woronesch | 6   | 1 | 1  | 1  | 3 | 4:7   | −3    | 06     |

|                    | ZSK       | ORE | SOC       | FAK       |
| ZSKA Moskau        |           | 3:1 | 1:1 (4:2) | 0:2       |
| FK Orenburg        | 0:6       |     | 2:0       | 0:0 (4:2) |
| FK Sotschi         | 0:0 (4:5) | 1:2 |           | 2:0       |
| FK Fakel Woronesch | 1:1 (4:2) | 0:1 | 1:3       |           |

| Pl. | Verein             | Sp. | S | U+ | U− | N | Tore  | Diff. | Punkte |
| --- | ------------------ | --- | - | -- | -- | - | ----- | ----- | ------ |
| 1.  | ZSKA Moskau        | 6   | 2 | 2  | 1  | 1 | 11:50 | +6    | 11     |
| 2.  | FK Orenburg        | 6   | 3 | 1  | 0  | 2 | 06:10 | −4    | 11     |
| 3.  | FK Sotschi         | 6   | 2 | 0  | 2  | 2 | 7:6   | +1    | 08     |
| 4.  | FK Fakel Woronesch | 6   | 1 | 1  | 1  | 3 | 4:7   | −3    | 06     |

|                    | ZSK       | ORE | SOC       | FAK       |
| ZSKA Moskau        |           | 3:1 | 1:1 (4:2) | 0:2       |
| FK Orenburg        | 0:6       |     | 2:0       | 0:0 (4:2) |
| FK Sotschi         | 0:0 (4:5) | 1:2 |           | 2:0       |
| FK Fakel Woronesch | 1:1 (4:2) | 0:1 | 1:3       |           |

| Pl. | Verein             | Sp. | S | U+ | U− | N | Tore  | Diff. | Punkte |
| --- | ------------------ | --- | - | -- | -- | - | ----- | ----- | ------ |
| 1.  | Lokomotive Moskau  | 6   | 4 | 0  | 1  | 1 | 10:40 | +6    | 13     |
| 2.  | FK Rostow          | 6   | 3 | 1  | 0  | 2 | 7:7   | ±0    | 11     |
| 3.  | Ural Jekaterinburg | 6   | 2 | 1  | 0  | 3 | 6:6   | ±0    | 08     |
| 4.  | Rubin Kasan        | 6   | 1 | 0  | 1  | 4 | 3:9   | −6    | 04     |

|                    | LOK       | ROS       | URA | RUB |
| Lokomotive Moskau  |           | 3:1       | 2:1 | 3:0 |
| FK Rostow          | 2:1       |           | 2:1 | 1:0 |
| Ural Jekaterinburg | 0:0 (4:2) | 1:0       |     | 2:1 |
| Rubin Kasan        | 0:1       | 1:1 (2:4) | 2:1 |     |

| Pl. | Verein             | Sp. | S | U+ | U− | N | Tore  | Diff. | Punkte |
| --- | ------------------ | --- | - | -- | -- | - | ----- | ----- | ------ |
| 1.  | Lokomotive Moskau  | 6   | 4 | 0  | 1  | 1 | 10:40 | +6    | 13     |
| 2.  | FK Rostow          | 6   | 3 | 1  | 0  | 2 | 7:7   | ±0    | 11     |
| 3.  | Ural Jekaterinburg | 6   | 2 | 1  | 0  | 3 | 6:6   | ±0    | 08     |
| 4.  | Rubin Kasan        | 6   | 1 | 0  | 1  | 4 | 3:9   | −6    | 04     |

|                    | LOK       | ROS       | URA | RUB |
| Lokomotive Moskau  |           | 3:1       | 2:1 | 3:0 |
| FK Rostow          | 2:1       |           | 2:1 | 1:0 |
| Ural Jekaterinburg | 0:0 (4:2) | 1:0       |     | 2:1 |
| Rubin Kasan        | 0:1       | 1:1 (2:4) | 2:1 |     |

| Pl. | Verein             | Sp. | S | U+ | U− | N | Tore  | Diff. | Punkte |
| --- | ------------------ | --- | - | -- | -- | - | ----- | ----- | ------ |
| 1.  | Lokomotive Moskau  | 6   | 4 | 0  | 1  | 1 | 10:40 | +6    | 13     |
| 2.  | FK Rostow          | 6   | 3 | 1  | 0  | 2 | 7:7   | ±0    | 11     |
| 3.  | Ural Jekaterinburg | 6   | 2 | 1  | 0  | 3 | 6:6   | ±0    | 08     |
| 4.  | Rubin Kasan        | 6   | 1 | 0  | 1  | 4 | 3:9   | −6    | 04     |

|                    | LOK       | ROS       | URA | RUB |
| Lokomotive Moskau  |           | 3:1       | 2:1 | 3:0 |
| FK Rostow          | 2:1       |           | 2:1 | 1:0 |
| Ural Jekaterinburg | 0:0 (4:2) | 1:0       |     | 2:1 |
| Rubin Kasan        | 0:1       | 1:1 (2:4) | 2:1 |     |

| Pl. | Verein             | Sp. | S | U+ | U− | N | Tore  | Diff. | Punkte |
| --- | ------------------ | --- | - | -- | -- | - | ----- | ----- | ------ |
| 1.  | Lokomotive Moskau  | 6   | 4 | 0  | 1  | 1 | 10:40 | +6    | 13     |
| 2.  | FK Rostow          | 6   | 3 | 1  | 0  | 2 | 7:7   | ±0    | 11     |
| 3.  | Ural Jekaterinburg | 6   | 2 | 1  | 0  | 3 | 6:6   | ±0    | 08     |
| 4.  | Rubin Kasan        | 6   | 1 | 0  | 1  | 4 | 3:9   | −6    | 04     |

|                    | LOK       | ROS       | URA | RUB |
| Lokomotive Moskau  |           | 3:1       | 2:1 | 3:0 |
| FK Rostow          | 2:1       |           | 2:1 | 1:0 |
| Ural Jekaterinburg | 0:0 (4:2) | 1:0       |     | 2:1 |
| Rubin Kasan        | 0:1       | 1:1 (2:4) | 2:1 |     |

### Gruppe C
| Pl. | Verein                | Sp. | S | U+ | U− | N | Tore  | Diff. | Punkte |
| --- | --------------------- | --- | - | -- | -- | - | ----- | ----- | ------ |
| 1.  | Zenit St. Petersburg  | 6   | 4 | 1  | 0  | 1 | 9:5   | +4    | 14     |
| 2.  | Baltika Kaliningrad   | 6   | 4 | 0  | 0  | 2 | 12:70 | +5    | 12     |
| 3.  | Achmat Grosny         | 6   | 2 | 0  | 1  | 3 | 10:12 | −2    | 07     |
| 4.  | Krylja Sowetow Samara | 6   | 1 | 0  | 0  | 5 | 05:12 | −7    | 03     |

|                       | ZEN       | BAL | ACH | KRY |
| Zenit St. Petersburg  |           | 2:1 | 2:0 | 1:0 |
| Baltika Kaliningrad   | 1:0       |     | 4:1 | 1:2 |
| Achmat Grosny         | 3:3 (2:4) | 0:2 |     | 3:1 |
| Krylja Sowetow Samara | 0:1       | 2:3 | 0:3 |     |

| Pl. | Verein                | Sp. | S | U+ | U− | N | Tore  | Diff. | Punkte |
| --- | --------------------- | --- | - | -- | -- | - | ----- | ----- | ------ |
| 1.  | Zenit St. Petersburg  | 6   | 4 | 1  | 0  | 1 | 9:5   | +4    | 14     |
| 2.  | Baltika Kaliningrad   | 6   | 4 | 0  | 0  | 2 | 12:70 | +5    | 12     |
| 3.  | Achmat Grosny         | 6   | 2 | 0  | 1  | 3 | 10:12 | −2    | 07     |
| 4.  | Krylja Sowetow Samara | 6   | 1 | 0  | 0  | 5 | 05:12 | −7    | 03     |

|                       | ZEN       | BAL | ACH | KRY |
| Zenit St. Petersburg  |           | 2:1 | 2:0 | 1:0 |
| Baltika Kaliningrad   | 1:0       |     | 4:1 | 1:2 |
| Achmat Grosny         | 3:3 (2:4) | 0:2 |     | 3:1 |
| Krylja Sowetow Samara | 0:1       | 2:3 | 0:3 |     |

### Gruppe D
| Pl. | Verein                   | Sp. | S | U+ | U− | N | Tore  | Diff. | Punkte |
| --- | ------------------------ | --- | - | -- | -- | - | ----- | ----- | ------ |
| 1.  | Spartak Moskau           | 6   | 4 | 0  | 0  | 2 | 16:12 | +4    | 12     |
| 2.  | Dynamo Moskau            | 6   | 3 | 0  | 2  | 1 | 12:10 | +2    | 11     |
| 3.  | FK Krasnodar             | 6   | 3 | 1  | 0  | 2 | 12:9  | +3    | 11     |
| 4.  | FK Pari Nischni Nowgorod | 6   | 0 | 1  | 0  | 5 | 06:15 | −9    | 02     |

|                          | SPA | DYN       | KRA | NOW |
| Spartak Moskau           |     | 4:1       | 2:3 | 5:4 |
| Dynamo Moskau            | 3:0 |           | 4:3 | 2:1 |
| FK Krasnodar             | 1:2 | 1:1 (4:2) |     | 3:0 |
| FK Pari Nischni Nowgorod | 0:3 | 1:1 (4:3) |     |     |

| Pl. | Verein                   | Sp. | S | U+ | U− | N | Tore  | Diff. | Punkte |
| --- | ------------------------ | --- | - | -- | -- | - | ----- | ----- | ------ |
| 1.  | Spartak Moskau           | 6   | 4 | 0  | 0  | 2 | 16:12 | +4    | 12     |
| 2.  | Dynamo Moskau            | 6   | 3 | 0  | 2  | 1 | 12:10 | +2    | 11     |
| 3.  | FK Krasnodar             | 6   | 3 | 1  | 0  | 2 | 12:9  | +3    | 11     |
| 4.  | FK Pari Nischni Nowgorod | 6   | 0 | 1  | 0  | 5 | 06:15 | −9    | 02     |

|                          | SPA | DYN       | KRA | NOW |
| Spartak Moskau           |     | 4:1       | 2:3 | 5:4 |
| Dynamo Moskau            | 3:0 |           | 4:3 | 2:1 |
| FK Krasnodar             | 1:2 | 1:1 (4:2) |     | 3:0 |
| FK Pari Nischni Nowgorod | 0:3 | 1:1 (4:3) |     |     |

## Viertelfinale
In den Viertelfinalspielen des RPL-Pfads konnten Teams derselben Gruppe nicht gegeneinander spielen. Die Zweitplatzierten der Gruppenphase bestritten die ersten Heimspiele. Die Sieger der 6. Runde des regionalen Pfads bestritten auch die ersten Spiele des regionalen Pfads zu Hause.
| Topf 1                                                                                    | Topf 2                                                                          |
| ----------------------------------------------------------------------------------------- | ------------------------------------------------------------------------------- |
| - ZSKA Moskau (I) - Lokomotive Moskau (I) - Spartak Moskau (I) - Zenit St. Petersburg (I) | - Baltika Kaliningrad (I) - Dynamo Moskau (I) - FK Orenburg (I) - FK Rostow (I) |

| Topf 1                                                                                 | Topf 2                                                                           |
| -------------------------------------------------------------------------------------- | -------------------------------------------------------------------------------- |
| - FK SKA-Chabarowsk (II) - Rodina Moskau (II) - FK Chimki (II) - Wolgar Astrachan (II) | - Achmat Grosny (I) - FK Krasnodar (I) - FK Sotschi (I) - Ural Jekaterinburg (I) |

### RPL-Pfad
Den Teams aus Topf 2 wurden jeweils ein Team aus Topf 1 zugelost. Die Sieger erreichten das Halbfinale, die unterlegenen Teams wechselten in die 2. Phase Viertelfinale des regionalen Pfads.
| Datum                 |                         | Gesamt          |                          | Hinspiel | Rückspiel |
| --------------------- | ----------------------- | --------------- | ------------------------ | -------- | --------- |
| 28.11.2023/14.03.2024 | Baltika Kaliningrad (I) | 3:3 (7:6 i. E.) | Lokomotive Moskau (I)    | 2:2      | 1:1       |
| 29.11.2023/14.03.2024 | FK Orenburg (I)         | 2:3             | Spartak Moskau (I)       | 1:0      | 1:3       |
| 29.11.2023/12.03.2024 | FK Rostow (I)           | 1:3             | ZSKA Moskau (I)          | 1:1      | 0:2       |
| 29.11.2023/13.03.2024 | Dynamo Moskau (I)       | 1:2             | Zenit St. Petersburg (I) | 1:0      | 0:2       |

### Regionaler Pfad
1. Phase
Die Sieger der 6. Runde (regionaler Pfad) spielten gegen die Drittplatzierten der Gruppenphase (RPL-Pfad).
| Datum      |                        | Ergebnis        |                        |
| ---------- | ---------------------- | --------------- | ---------------------- |
| 12.03.2024 | FK Chimki (II)         | 2:0             | FK Krasnodar (I)       |
| 13.03.2024 | Rodina Moskau (II)     | 1:1 (1:4 i. E.) | Ural Jekaterinburg (I) |
| 13.03.2024 | Wolgar Astrachan (II)  | 1:2             | Achmat Grosny (I)      |
| 14.03.2024 | FK SKA-Chabarowsk (II) | 1:1 (4:2 i. E.) | FK Sotschi (I)         |

2. Phase
Hier trafen die Sieger der 1. Phase Regionaler Pfad auf die Verlierer des RPL-Pfads Viertelfinale.
| Datum      |                        | Ergebnis        |                       |
| ---------- | ---------------------- | --------------- | --------------------- |
| 02.04.2023 | FK Chimki (II)         | 0:0 (6:7 i. E.) | FK Rostow (I)         |
| 02.04.2023 | FK SKA-Chabarowsk (II) | 1:2             | Dynamo Moskau (I)     |
| 03.04.2023 | Ural Jekaterinburg (I) | 1:0             | Lokomotive Moskau (I) |
| 04.04.2023 | Achmat Grosny (I)      | 0:1             | FK Orenburg (I)       |

## Halbfinale

### RPL-Pfad
Hier trafen die Sieger des Viertelfinales vom RPL-Pfad aufeinander. Die Gewinner spielten das Finale im RPL-Pfad aus, die Verlierer wechselten in die 2. Phase Halbfinale des regionalen Pfads.
| Datum             |                         | Gesamt |                          | Hinspiel | Rückspiel |
| ----------------- | ----------------------- | ------ | ------------------------ | -------- | --------- |
| 03.04./16.04.2024 | Baltika Kaliningrad (I) | 0:3    | ZSKA Moskau (I)          | 0:1      | 0:2       |
| 03.04./17.04.2024 | Spartak Moskau (I)      | 1:2    | Zenit St. Petersburg (I) | 1:2      | 0:0       |

### Regionaler Pfad
1. Phase
Die Sieger des Viertelfinals regionaler Pfad spielten hier gegeneinander.
| Datum      |                        | Ergebnis |                   |
| ---------- | ---------------------- | -------- | ----------------- |
| 17.04.2024 | FK Orenburg (I)        | 2:4      | Dynamo Moskau (I) |
| 17.04.2024 | Ural Jekaterinburg (I) | 1:3      | FK Rostow (I)     |

2. Phase
Die Sieger der 1. Phase Halbfinale trafen auf die Verlierer des RPL-Pfads Halbfinale.
| Datum      |                   | Ergebnis |                         |
| ---------- | ----------------- | -------- | ----------------------- |
| 01.05.2024 | Dynamo Moskau (I) | 0:2      | Spartak Moskau (I)      |
| 02.05.2024 | FK Rostow (I)     | 0:1      | Baltika Kaliningrad (I) |

## Finalspiele RPL und Regionaler Pfad

### RPL-Pfad
Hier trafen die Sieger des Halbfinales vom RPL-Pfad aufeinander.
| Datum             |                 | Gesamt          |                          | Hinspiel | Rückspiel |
| ----------------- | --------------- | --------------- | ------------------------ | -------- | --------- |
| 02.05./15.05.2024 | ZSKA Moskau (I) | 1:1 (4:5 i. E.) | Zenit St. Petersburg (I) | 1:1      | 0:0       |

### Regionaler Pfad
Der Sieger der 2. Phase des Halbfinals vom Regionalen Pfad spielten hier gegeneinander.
| Datum      |                         | Ergebnis |                    |
| ---------- | ----------------------- | -------- | ------------------ |
| 14.05.2024 | Baltika Kaliningrad (I) | 1:0      | Spartak Moskau (I) |

## Finale
| Paarung              | Baltika Kaliningrad – Zenit St. Petersburg |
| Ergebnis             | 1:2 (1:0) |
| Datum                | 2. Juni 2024 um 17:00 Uhr |
| Stadion              | Olympiastadion Luschniki, Moskau |
| Zuschauer            | 41.776 |
| Schiedsrichter       | Sergei Karassjow |
| Tore                 | 1:0 Alex Fernandes (40.) 1:1 Nino (81.) 1:2 Nuraly Älip (90.+5') |
| Baltika Kaliningrad  | Jewgeni Latyschonok – Alexander Schirow, Kevin Andrade, Diego Luna – Juryj Kawaljou (46. Dmitri Rybtschinski), Alexander Ossipow, Kristijan Bistrović , Roberto Fernández (71. Nathan Gassana) – Alex Fernandes, Danila Koslow (87. Tigran Awanesjan) – Wital Lissakowitsch (64. Ángelo Henríquez) Cheftrainer: Sergei Ignaschewitsch |
| Zenit St. Petersburg | Denis Adamow – Nino, Nuraly Älip, Strahinja Eraković (46. Wjatscheslaw Karawajew) – Artur Victor Guimarães (64. Alexander Jerochin), Wendel (90. Wilson Isidor), Claudinho, Wilmar Barrios , Pedro – Mateo Cassierra, Iwan Sergejew (46. Gustavo Mantuan) Cheftrainer: Sergei Semak                                                   |
| Gelbe Karten         | keine – Alexander Jerochin (69.), Claudinho (77.) |